# George Munsey
Henry George Munsey (* 21. Februar 1993 in Oxford, Vereinigtes Königreich) ist ein britischer Cricketspieler, der seit 2015 für die schottische Nationalmannschaft spielt.

## Kindheit und Ausbildung
Aufgewachsen in Oxford konzentrierte sich Munsey zunächst auf Golf. Mit 13 Jahren erhielt er ein Stipendium für die Loretto School, außerhalb von Edinburgh. An der Schule spielte er auch Cricket und stieg dort zum Kapitän auf. Da er den Team- über den Individualsport bevorzugte, blieb er nach der Schulausbildung beim Cricket.

## Aktive Karriere
Sein Twenty20-Debüt in der Nationalmannschaft gab er im Juni 2015 bei der Tour in Irland. Beim kurz darauf stattfindenden ICC World Twenty20 Qualifier 2015 erzielte er ein Fifty über 62* Runs gegen die Vereinigten Arabischen Emirate und wurde dafür als Spieler des Spiels ausgezeichnet. Bei der ICC World Twenty20 2016 war dann seine beste Leistung 41 Runs gegen Afghanistan. Sein ODI-Debüt erfolgte im Januar 2017 im Rahmen eines Drei-Nationen-Turniers in den Vereinigten Arabischen Emiraten gegen Hongkong. In der Saison 2018 gelang ihm nach einem Fifty (55 Runs) beim Sieg im ODI gegen England und ein weiteres Fifty (71 Runs) bei einem Drei-Nationen-Turnier in den Niederlanden gegen den Gastgeber. Bei einem Vier-Nationen-Turnier im Oman im Februar 2019 erreichte er ein Fifty über 50 Runs gegen Irland. Im Mai folgte ein weiteres Fifty (61 Runs) in den ODIs gegen Sri Lanka. Bei einem Drei-Nationen-Turnier in Irland erzielte er dann im September sein erstes Century über 127* Runs aus 56 Bällen gegen die Niederlande, wofür er als Spieler des Spiels ausgezeichnet wurde. Beim darauf folgenden ICC Men’s T20 World Cup Qualifier 2019 konnte er jeweils gegen Bermuda (51 Runs) und die Vereinigten Arabischen Emirate (65 Runs) ein weiteres Fifty erreichen.
Im Mai 2021 erzielte er in der ODI-Serie in den Niederlanden 79 Runs. Zum Ende der Saison konnte er dann gegen Simbabwe in der Twenty20-Serie ein weiteres Fifty über 54 Run erreichen. Daran schloss sich ein Drei-Nationen-Turnier im Oman an, bei dem er gegen den Gastgeber 58 Runs erreichte. Ein weiteres Fifty (50 Runs) folgte in einem Twenty20 gegen Papua-Neuguinea, wofür er als Spieler des Spiels ausgezeichnet wurde. Beim ICC Men’s T20 World Cup 2021 waren seine beste Leistung dann 29 Runs gegen Bangladesch. Zum Ende der Saison erzielte er dann bei einem Drei-Nationen-Turnier in den Vereinigten Arabischen Emiraten gegen Papua-Neuguinea (79 Runs) und Oman (62 Runs) je ein Fifty. Im Monat darauf erzielte er erneut zwei Fifties (54 und 51 Runs) bei einem Drei-Nationen-Turnier in den Vereinigten Staaten gegen den Gastgeber. Ein weiteres Fifty (71* Runs) folgte im Juli bei einem heimischen Drei-Nationen-Turnier gegen Namibia. Er wurde daraufhin auch für den ICC Men’s T20 World Cup 2022 nominiert und erzielte beim Sieg gegen die West Indies ein Fifty über 66* Runs, wofür er als Spieler des Spiels ausgezeichnet wurde. Ein weiteres Fifty über 54 Runs folgte gegen Simbabwe.
Nach dem Turnier reiste er mit dem Team nach Namibia, wo ihm 51 Runs gelangen. Bei einem Drei-Nationen-Turnier in Nepal im Februar 2023 erreichte er ein Century über 103* Runs aus 61 Bällen gegen Namibia und ein weiteres Fifty (60 Runs) gegen den Gastgeber. Im Sommer 2023 half er den Team sich für die folgende Twenty20-Weltmeisterschaft zu qualifizieren, als er bei der Europa-Qualifikation gegen Österreich ein Century über 132 Runs aus 61 Bällen erzielte. Im März 2025 reiste er mit dem Team in die Vereinigten Arabischen Emirate. In einem dortigen ODI-Drei-Nationen-Turnier erzielte er 68 Runs gegen Kanada und in einer Twenty20-Serie gegen die Vereinigten Arabischen Emirate ein weiteres über 75 Runs. Kurz darauf wurde er dann für den ICC Men’s T20 World Cup 2024 nominiert. Dort erzielte er unter anderem gegen England und Oman je 41 Runs.